# Xarxa de Museus Etnològics Locals
La Xarxa de Museus Etnològics Locals, també coneguda com a Etnoxarxa, és una xarxa de museus etnològics de la província de València que té com a objectius crear un espai de comunicació, propiciar l'intercanvi d'experiències i bones pràctiques, optimitzar els recursos disponibles i generar polítiques d'intercanvi i coproducció entre els museus etnològics locals, sota la coordinació de L'ETNO, Museu Valencià d'Etnologia.

## Antecedents
La creació de la xarxa de museus es va aprovar per acord de la Junta de Govern de la Diputació de València, el 24 de gener de 2017.
La van presentar al públic el 8 de febrer de 2017 en el Museu de la Rajoleria de Paiporta, Xavier Rius, diputat de l'Àrea de Cultura; Francesc Tamarit, director del Museu Valencià d'Etnologia; així com una representació dels alcaldesses/es i regidores/s de cultura junt als responsables del museus etnològics locals, que formen part d'aquesta Xarxa de Museu Etnològics Locals.

## Activitats
L'ETNO, Museu Valencia d'Etnologia treballa conjuntament amb les museus  de l'Etnoxarxa en quatre àmbits dins de la gestió museològica.
1.- Formació. Anualment es celebren les Jornades de Museus Locals. Un foro en el qual cada any es tracta una temàtica d'importància per a la gestió dels museus.
2.-Assesorament. En aquells museus locals de mida petita i amb mancançes de personal especilitzat, l'Etnoxarxa ofereix ajuda per muntatge de museografies, elaboració de textos o realització de catàlegs.
3.- Financiació. Anualment es convoquen una sèrie d'ajudes econòmiques amb l'objectiu de renovació de material, realització d'activitats educatives i de difusió i de producció d'exposicións.
4.- Projectes col·lectius. El conjunt de tècnics i tècniques dels museus locals fan també projectes de forma col·laborativa com ara exposicions itinerants.

## Llista de museus
Els museus locals que al juliol de 2023 formen part de la Xarxa de Museus etnològics locals són:
| Museu                                                             | Localitat             | Comarca              | Logo i data d'annexió a la Xarxa | Wikidata   | Imatge |
| ----------------------------------------------------------------- | --------------------- | -------------------- | -------------------------------- | ---------- | ------ |
| Museu Etnològic d'Ador.                                           | Ador                  | Safor                | 7 d'abril de 2017                | Q11938050  |        |
| Molí Fariner d'Agullent                                           | Agullent              | Vall d'Albaida       |                                  | Q119989278 |        |
| Museu Nino Bravo                                                  | Aielo de Malferit     | Vall d'Albaida       |                                  | Q6033628   |        |
| Museu Internacional de Titelles d'Albaida (MITA)                  | Albaida               | Vall d'Albaida       |                                  | Q61197203  |        |
| Museu Internacional del Toc Manual de Campanes d'Albaida.(MitMac) | Albaida               | Vall d'Albaida       | 27 de febrer de 2017             | Q124253478 |        |
| Museu del Palmito d'Aldaia.                                       | Aldaia                | Horta Sud            | 13 de març de 2017               | Q120776055 |        |
| Museu de l'Horta d'Almàssera.                                     | Almàssera             | Horta Nord           | 2 de maig de 2017                | Q127138659 |        |
| Museo Etnológico de Alpuente.                                     | Alpont                | La Serrania          | 28 d'abril de 2017               | Q127380865 |        |
| Museu Municipal d'Alzira.                                         | Alzira                | La Ribera Alta       | 29 de març de 2017               | Q11938057  |        |
| Ecomuseu d'Ares dels Oms.                                         | Ares dels Oms         | La Serrania          | 22 de febrer de 2017             | Q127418664 |        |
| Museu de les Artesanies d'Atzeneta d'Albaida.                     | Atzeneta d'Albaida    | Vall d'Albaida       | 21 de març de 2017               | Q124336552 |        |
| Museu Etnològic de la Vall d'Albaida                              | Benissoda             | Vall d'Albaida       | 7 de març de 2017                | Q124344620 |        |
| Ecomuseu de Bicorb.                                               | Bicorp                | La Canal de Navarrés | 9 de març de 2017                | Q123501724 |        |
| Museu Etnològic de Canet d'en Berenguer (MECBE)                   | Canet d'En Berenguer  | Camp de Morvedre     |                                  | Q127413161 |        |
| Museu Etnològic d'Énguera.                                        | Énguera               | La Canal de Navarrés | 22 de febrer de 2017             | Q124357630 |        |
| Museu Faller de Gandia.                                           | Gandia                | Safor                |                                  | Q120762929 |        |
| Museu de la Pilota del Genovés.                                   | Genovés               | Costera              | 30 de març de 2017               | Q29044472  |        |
| Museu de la Casa del Pou de la Llosa de Ranes.                    | La Llosa de Ranes     | Costera              |                                  | Q116277356 |        |
| Museu Històric-Etnològic de La Font de la Figuera                 | La Font de la Figuera | Costera              | 8 de febrer de 2017              | Q124518205 |        |
| Museu Etnològic La Casa Gran.                                     | La Pobla de Vallbona  | Camp de Túria        | 2 de març de 2017                | Q127406764 |        |
| Museu Etnològic de Luís Perales de Llanera de Ranes               | Llanera de Ranes      | Costera              | 30 de maig de 2017               | Q116270292 |        |
| Museu de Ceràmica de Manises.                                     | Manises               | Horta Sud            | 20 de setembre de 2017           | Q19366112  |        |
| Museu Valencià de la Mel.                                         | Montroi               | Ribera Alta          | 3 de març de 2017                | Q127380925 |        |
| Museu de la Rajoleria de Paiporta.                                | Paiporta              | Horta Sud            | 30 de març de 2017               | Q27043450  |        |
| Museu Municipal de Ceràmica de Paterna.                           | Paterna               | Horta Nord           | 29 de març de 2017               | Q6033969   |        |
| Museu Etnològic Cassoleria d'Àngel Domínguez.                     | Potries               | Safor                | 6 d'abril de 2017                | Q124250039 |        |
| Museu de l'Aigua de Quartell.                                     | Quartell              | Camp de Morvedre     | 9 de febrer de 2017              | Q126925301 |        |
| Museu Municipal de Requena.                                       | Requena               | Plana d'Utiel        | 15 de febrer de 2017             | Q6033548   |        |
| Almàssera del Comte a Sot de Xera.                                | Sot de Xera           | La Serrania          | 20 de febrer de 2017             | Q5669708   |        |
| Museu Comarcal de l'Horta Sud Josep Ferrís March.                 | Torrent               | Horta Sud            | 3 d'abril de 2017                | Q17043319  |        |
| Museu Municipal de Utiel.                                         | Utiel                 | Plana d'Utiel        | 3 d'abril de 2017                | Q127327325 |        |
| L'ETNO, Museu Valencià d'Etnologia                                | València              | Comarca de València  |                                  | Q1577723   |        |
| Centro de Interpretación del Torico                               | Xiva                  | Foia de Bunyol       |                                  | Q125847840 |        |
| Col·lecció Museogràfica de Yátova                                 | Iàtova                | Foia de Bunyol       |                                  | Q127269356 |        |